# Choerodon monostigma
Choerodon monostigma Ogilby, 1910  è un pesce d'acqua salata appartenente alla famiglia Labridae.

## Distribuzione e habitat
Proviene dall'Australia e dalla Nuova Guinea, nell'oceano Pacifico. Nuota a profondità che variano dai 10 ai 50 m, di solito ricche di vegetazione e con substrato sabbioso.

## Descrizione
Presenta un corpo compresso lateralmente, alto e non particolarmente allungato; il profilo della testa non è affatto appuntito. La pinna dorsale e la pinna anale sono basse e lunghe e la prima presenta un ocello nero; mentre la pinna caudale non è biforcuta. Raggiunge la lunghezza massima di 25 cm.
La sua livrea non è particolarmente appariscente: il corpo è di un marrone molto pallido con qualche fascia leggermente più scura sui fianchi, e con il ventre più chiaro, mentre le pinne sono grigie. Sulla testa e sulle pinne possono apparire delle striature blu e delle zone screziate di arancione.

## Biologia

### Comportamento
È una specie prevalentemente solitaria.

### Riproduzione
È oviparo e la fecondazione è esterna; non ci sono cure nei confronti delle uova.

## Conservazione
Questa specie viene classificata come "a rischio minimo" (LC) dalla lista rossa IUCN perché non è minacciata da particolari pericoli ed è diffusa in alcune aree marine protette.